# Smittina diffidentia
Smittina diffidentia är en mossdjursart som beskrevs av Hayward och Thorpe 1989. Smittina diffidentia ingår i släktet Smittina och familjen Smittinidae. Inga underarter finns listade i Catalogue of Life.